# نظریه وراثت دوگانه
نظریه وراثت دوگانه (انگلیسی: Dual inheritance theory) همچنین به عنوان تکامل مشترک ژن-فرهنگ یا تکامل زیست فرهنگی نیز شناخته می‌شود، در دهه ۱۹۶۰ تا اوایل دهه ۱۹۸۰ برای توضیح اینکه چگونه رفتار انسان محصول دو فرایند فرگشت متفاوت و متقابل است، توسعه یافت: تکامل ژنتیکی یا فرگشت و فرگشت فرهنگی. ژن‌ها و فرهنگ به‌طور مداوم در یک حلقه بازخورد تعامل دارند، تغییرات در ژن‌ها می‌تواند منجر به تغییراتی در فرهنگ شود که سپس می‌تواند بر انتخاب ژنتیکی تأثیر بگذارد و بالعکس. یکی از ادعاهای اصلی این نظریه این است که فرهنگ تا حدی از طریق یک فرایند انتخاب داروینی تکامل می‌یابد، که نظریه‌پردازان وراثت دوگانه اغلب آن را با قیاس با تکامل ژنتیکی توصیف می‌کنند.